# Teisp
Teisp Anšanski  (iz grškega Τεΐσπης, Teispes, staroperzijsko  𐎨𐎡𐏁𐎱𐎡𐏁, Čišpiš) je bil od leta 675-640 pr. n. št. kralj Anšana iz Ahemenidske dinastije, * ni znano, † 640 pr. n. št.
Bil je sin kralja Ahemena in prednik Kira Velikega. Dokazano je, da sta bila Kir I. in Ariaramn njegova sinova: Kir I. je bil stari oče Kira Velikega, medtem ko je bil Ariaramn praded Dareja Velikega. Po zapisih iz 7. stoletja pr. n. št. je Teisp osvojil elamsko mesto Anšan in razširil svoje majhno kraljestvo. Domneva se, da se je to zgodilo po perzijski osvoboditvi izpod medijske nadoblasti. Njegovo kraljestvo je bilo kljub temu vazal Novoasirskega cesarstva (911–605 pr. n. št.). 
Nasledil ga je sin Kir I.

## Ime
Schmitt domneva, da je ime morda iransko, čeprav je njegova etimologija  neznana. Ime je morda povezano z imenom mitanskega in urartujskega boga viharja Tešup-Theispasa ali, bolj verjetno, z elamskim vzdevkom Za-iš-pi-iš-ši-ya.